# Episodi de Il fuggiasco (seconda stagione)
La seconda stagione della serie televisiva Il fuggitivo è composta da 30 episodi ed è stata trasmessa negli Stati Uniti dal canale ABC dal 15 settembre 1964 al 20 aprile 1965.
| nº | Titolo originale                         | Titolo italiano     | Prima TV USA      | Prima TV Italia |
| -- | ---------------------------------------- | ------------------- | ----------------- | --------------- |
| 1  | Man in a Chariot                         |                     | 15 settembre 1964 |                 |
| 2  | World's End                              |                     | 22 settembre 1964 |                 |
| 3  | Man on a String                          |                     | 29 settembre 1964 |                 |
| 4  | When the Bough Breaks                    |                     | 6 ottobre 1964    |                 |
| 5  | Nemesis                                  |                     | 13 ottobre 1964   |                 |
| 6  | Tiger Left, Tiger Right                  |                     | 20 ottobre 1964   |                 |
| 7  | Tug of War                               |                     | 27 ottobre 1964   |                 |
| 8  | Dark Corner                              |                     | 10 novembre 1964  |                 |
| 9  | Escape Into Black                        |                     | 17 novembre 1964  |                 |
| 10 | The Cage                                 |                     | 24 novembre 1964  |                 |
| 11 | Cry Uncle                                |                     | 1º dicembre 1964  |                 |
| 12 | Detour on a Road Going Nowhere           |                     | 8 dicembre 1964   |                 |
| 13 | The Iron Maiden                          |                     | 15 dicembre 1964  |                 |
| 14 | Devil's Carnival                         |                     | 22 dicembre 1964  |                 |
| 15 | Ballad for a Ghost                       |                     | 29 dicembre 1964  |                 |
| 16 | Brass Ring                               |                     | 5 gennaio 1965    |                 |
| 17 | The End is But the Beginning             |                     | 12 gennaio 1965   |                 |
| 18 | Nicest Fella You'd Ever Want to Meet     |                     | 19 gennaio 1965   |                 |
| 19 | Fun and Games and Party Favors           |                     | 26 gennaio 1965   |                 |
| 20 | Scapegoat                                | Il capro espiatorio | 2 febbraio 1965   | 9 novembre 1969 |
| 21 | Corner of Hell                           |                     | 9 febbraio 1965   |                 |
| 22 | Moon Child                               |                     | 16 febbraio 1965  |                 |
| 23 | The Survivors                            | Ombre del passato   | 2 marzo 1965      | 26 ottobre 1969 |
| 24 | Everybody Gets Hit in the Mouth Sometime |                     | 9 marzo 1965      |                 |
| 25 | May God Have Mercy                       |                     | 16 marzo 1965     |                 |
| 26 | Masquerade                               |                     | 23 marzo 1965     |                 |
| 27 | Runner in the Dark                       |                     | 30 marzo 1965     |                 |
| 28 | A.P.B.                                   |                     | 6 aprile 1965     |                 |
| 29 | The Old Man Picked a Lemon               |                     | 13 aprile 1965    |                 |
| 30 | Last Second of a Big Dream               |                     | 20 aprile 1965    |                 |